# Armindo Vaz d’Almeida
Armindo Vaz d’Almeida (ur. 1953, zm. lipiec 2016) – premier Wysp Świętego Tomasza i Książęcej od 31 grudnia 1995 do 19 listopada 1996.
Ukończył studia z zakresu prawa i socjologii. Należał do Ruchu Wyzwolenia Wysp Świętego Tomasza i Książęcej-Partii Socjaldemokratycznej (MLSTP-PSD), gdzie był zastępcą sekretarza generalnego. Funkcję premiera objął 31 grudnia 1995 po rezygnacji z urzędu partyjnego kolegi Carlosa da Graçy. Jego gabinet stanowił koalicję trzech partii. Podczas pełnienia stanowiska uczestniczył w powołaniu Wspólnoty Państw Portugalskojęzycznych w Lizbonie. W listopadzie 1996 jego rząd został odwołany wskutek wotum nieufności zarządzonego przez jego własną partię, a następcą mianowano Raula Bragançę Neto. Pod koniec roku wydalono go z partii ze względu na oskarżenia wobec jego rządu o korupcję i wobec niego samego o emitowanie fałszywych obligacji skarbowych.
Zmarł w 2016 po długiej chorobie, pochowano go w São Tomé